# Dory Previn
Dory Previn (Rahway, New Jersey, 1925. október 22. – Southfield, Massachusetts, 2012. február 14.) háromszoros Oscar-díjra jelölt Emmy-díjas amerikai énekesnő, dalszövegíró, zeneszerző, költő. André Previn ismert zongorista exfelesége. Az 1970-es évek egyik meghatározó zeneszerzője volt.

## Életpályája

### Ifjúkora
Dorothy Veronica Langan néven látta meg a napvilágot Rahway-ben, New Jersey-ben ír származású szüleinek legidősebb lányaként. Szülei szigorú katolikus neveltetése miatt szüleivel problémás volt a kapcsolata. Édesapját besorozták az első világháború alatt, ahol megkínozták, ezért a háború után depressziós és erőszakos volt, Dory későbbi memoárjában arról beszélt, hogy apja sokszor más személyiségeket vett fel, és ütötte ahol érte, de később nem emlékezett rá, és egy képzeletében élő személyre fogta lánya megverését. Apja élete végéig kereste a "férfit" aki olyan sokszor megverte a lányát. Dory nem volt ott apja temetésén. Mindezek ellenére, amikor lányuk tehetsége megmutatkozott, próbálták segíteni, de apja folyamatos téveszméi miatt sokszor másik személyisége nem engedte Doryt meghallgatásokra.
Dory gyermekkori emlékeit önéletrajzi könyvében is leírta, mely a "Midnight Baby" címet kapta. Valószínűleg édesapjáról is írt egy dalt, és a legenda szerint ez a With My Daddy In The Attic. Ezt Dory sosem erősítette meg.
Gyűlölte a vallásos embereket, ezért amikor lehetősége adódott rá megszökött a fegyverrel felszerelkezett apja elől, és beiratkozott az American Academy of Dramatic Arts iskolába, ahol bentlakást is biztosítottak neki (de csak neki), de nem ingyen. Nem sokkal ezután anyagi nehézségei támadtak, ezért elkezdett dalokat írni neves előadóknak. Egy csapásra milliomos és keresett dalszövegíró lett. "Már voltam színésznő, modell, lány a kórusban, voltam titkárnő, eladó egy boltban, könyveltem benzinkutaknak, pincérkedtem – és folyton az tartotta bennem a lelket, hogy egyszer ismert író leszek." – emlékezett vissza az akkori időkre.

### Útja a világhírnév felé
Kapott egy esélyt a bizonyításra Arthur Freedtől, mint dalszövegíró az MGM-nél, de Freed kikötötte, ha megbukik nem kap több esélyt. Ott találkozott későbbi férjével André Previnnel, aki akkoriban már világszerte ismert zongoraművész volt. André felfigyelt a különös külsejű lányra, és elkezdtek együtt dolgozni. Dory Langdon néven adta ki első lemezét a Previnnel közös The Leprechauns Are Upon Me-t. Ez a lemez leginkább jazz-es dalokat tartalmaz, viszont különös dalszövegeket. A zongoránál André Previn, a gitárnál Kenny Burrell, a vokált Dory énekli. Ők hárman alkották a lemez összes zenészét, rajtuk kívül senki nem dolgozott a lemezen a Verve lemezcég csak André miatt adta ki a lemezt, de meglepte őket, hogy Dory mennyire felkapott lett. Még ugyanebben az évben (1959) férjhez ment André Previnhez, és felvette a Previn nevet, ezzel örökre maga mögött hagyva a Langdon családot, akikkel soha többé nem találkozott. 1961-ben Oscar-díjra jelölték a Pepe című film, 1963-ban a Ketten a hintán című film, majd nem sokkal később szintén filmzenéért ítélték volna oda neki az Oscart (The Sterile Cuckoo). 1963-ban szintén a Ketten a hintán című filmzenéért második helyezést ért el a Laurel Awards-on, ahol furcsa módon nem az első helyezettnek adták az Arany Laurel-t (Golden Laurel) hanem neki. Ekkor ismerkedett meg Janis Joplinnal. Joplin később egyik legnagyobb példaképeként emlékezett Dory-ra, Odettán kívül.[forrás?]

### Legenda születik
Minden szakmai elismerést besöpört, amit dalszövegíróként megnyerhetett, de a magánélete romokban állt. 1970. július 27.-én 10 és fél év házasság után André Previn és Dory Previn elváltak. A válás oka: Mia Farrow, a 23 éves feltörekvő színésznő. A média soha nem látott botránysorozatot figyelhetett meg ekkortájt. Ugyan Mia a tőle megszokott szerénységgel kezelte az ügyet, és próbált nem tudomást venni Previnről, Dory nem hagyta annyiban, hogy a fiatal színésznő lecsapta a kezéről férjét, ezért kiadott egy lemezt, melyben elénekli véleményét Farrowról.
André Previn eleinte kinevette Dory-t, és azt ecsetelte mennyire sikertelen lemez lesz a On My Way to Where, hisz nélküle Dory semmire nem lesz képes zeneileg. Andrénak nem lett igaza, a lemez órisái siker lett, és több millió példányban fogyott. Csak a meghallgatása után derült ki a hallgató számára, hogy nem csak egy profi zenei munkát hall, hanem egy önéletrajzi lemezt (valószínűleg ez a lemez indította útjára a ma már oly divatos indie műfajt), melyben énekel apjáról, Mia Farrowról, egy Michael nevű férfiról, és egy háborús veteránról (valószínűleg szintén édesapjáról, de ez nem tisztázott). Énekel továbbá egy Ester nevű (vélhetően) kislányról, és azt pletykálták, hogy ez az ő gyermeke lett volna, de elvetette.
A lemez dalai nem okoznak túl nagy meglepetést a hallgató számára. Dory nőies hangja mellett leginkább a gitár dominál. A dalszövegek miatt viszont mégis legendássá vált. Ahogyan azt a megcsalt asszony megígérte, visszacsap Miának a férje elvesztéséért. Erről szól a lemez 8. dala a "Beware Of Young Girls". A dal röviden arról szól, hogy "Óvakodj a fiatal lányoktól, mert az esküvőn könnyes szemekkel fogadnak neked örök hűséget, viszont később nevetve táncolnak majd a sírodon" Ha ez nem lett volna elég Dory a dalban még azt is elmondja, hogy Farrow az ő hitvesi ágyukban feküdt le a férjével, és ott hagyott egy "nyomot" (később a dalt tiltólistára tették botrányos szövege miatt, viszont a 70-es évek hippikultuszában ez mit sem számított). André visszakérte Dorynak adott jegygyűrűjét, és odaadta Miának, akit arra kért hordja ott ahol csak tudja, minden rendezvényen, minden újságriportnál, hogy eljusson Doryhoz a hír. Eljutott, és Dory csúnyán vágott vissza.
Sorozatosan bántották egymást ahol tudták, nem testileg, mind inkább verbálisan. Mia öreg tyúknak, Dory viszont fiatal csitrinek nevezte a lányt. Állandó harcukat az újságírók unták a legkevésbé, és nap mint nap közölték a legújabb eseményeket. Mia és Dory 1973-ban adták utolsó egymást gyűlölő riportjukat, majd ezt követően nem beszéltek többet, és Dory másik városba költözött. Mai napig foglalkoztatja az embereket az, hogy miért. Erre viszont sosem érkezett válasz.
Végül Farrow szült egy gyermeket Andrénak, majd nem sokkal később elhagyta őt Woody Allenért, aki viszont Miát hagyta el közös örökbefogadott lányukért.
30 évvel az esetek után Mia bocsánatot kért Dory-tól, önéletrajzi könyvében.

### Az énekesnő
Első lemezének legjobb és legsikeresebb dalai a Twenty-Mile Zone, a Beware Of Young Girls, és a Scared To Be Alone után egyértelmű volt, hogy most már csakis hasonló stílusú dalokat fog énekelni.
Végül Dory nem adta másnak a dalszövegeit, inkább elénekelte ő maga. Végleg leszerőzdött a Mediarts lemezcéghez, hogy ott készítse el második nagylemezét ami az előzőnél is sikeresebb lett. A Mythical Kings and Iguanas milliós példányban fogyott, a Times magazin kritikusa pedig Dory-t a "Hetvenes évek legkiemelkedőbb énekes-dalszerzőjének" kiáltotta ki. Harmadik lemeze a Reflections in a Mud Puddle az év lemeze lett 1972-ben. Negyedik lemeze ismét egy valós esemény alapján íródott, ez a Mary C. Brown and the Hollywood Sign. A lemez címe már árulkodó. Mary C. Brown színésznő a Hollywood tábláról ugrott le. Azonnal meghalt. A lemez neki, és a hozzá hasonlóan fiatalon elhunyt ismert emberek emlékére íródott, köztük Janis Joplin-ról is szól egy dal (róla több dalt is írt).
Később még négy lemezt ad ki, melyek egyaránt szólnak a férfiak egójáról, az ateizmusról, az öngyilkosságról, a szexről (annak is az extrémebb változatairól), és a nők jogairól. Minden lemeze sikeres lett, és a csúcson hagyta abba. Nem akarta megvárni, hogy a figyelem elcsendesüljön körülötte.

### Utolsó két évtizede
Életének utolsó 20 évében már nem érdekelte Mia Farrow és André Previn szerelmi ügyei, és nem olvasott újságot. 1986-ban megint férjhez ment, ekkor amerikai szintén neves művésze Joby Baker felesége lett. Együtt éltek southfieldi farmjukon, ahol Dory később lebetegedett, de ez sem tudta megállítani abban, hogy kiadjon még egy „lemezt” a Planet Blue-t, amit ingyen letölthetővé tett az interneten. A „lemez” tulajdonképpen egy nagyon hosszú avant-garde dal, amelyben énekel háborúról, a mai világ tinédzsereiről, édesanyjáról akit a dalban kiparodizál, és a szex extrémebb részéről, továbbá egy repülőről, ami egy várost bombázott halálra (vélhetően Hiroshimára gondolt). 2002. február 14-én adta ki a dalt, pontosan 10 évvel halála előtt.
2008-ban válogatásalbumokat adott ki. Megírt egy újabb önéletrajzi könyvet, és költőként dolgozott, verseket, és egyéb költeményeket írt.
2012. február 14-én hunyt el.
Halála után ismét nagy figyelmet kaptak dalai és dalszövegei.

## Lemezei
- 1958 – The Leprechauns Are Upon Me
- 1970 – On My Way to Where
- 1971 – Mythical Kings and Iguanas
- 1971 – Reflections in a Mud Puddle/Taps Tremors and Time Steps
- 1972 – Mary C. Brown and the Hollywood Sign
- 1973 – Live at Carnegie Hall
- 1974 – Dory Previn
- 1976 – We're Children of Coincidence and Harpo Marx
- 2002 – Planet Blue (ingyen letölthető)

### Válogatás-lemezei
- 1977 – One A.M. Phonecalls
- 1993 – In Search of Mythical Kings: The U.A. Years
- 2008 – The Art of Dory Previn

## Fordítás
- Ez a szócikk részben vagy egészben  a   Dory Previn című angol Wikipédia-szócikk fordításán alapul.  Az eredeti cikk szerkesztőit annak laptörténete sorolja fel. Ez a jelzés csupán a megfogalmazás eredetét és a szerzői jogokat jelzi, nem szolgál a cikkben szereplő információk forrásmegjelöléseként.